# Берлін Любов Михайлівна
Любо́в Миха́йлівна Бе́рлін (у шлюбі — Шапіро; 1915, Ростов-на-Дону — 26 березня 1936) — радянська спортсменка, майстер затяжних стрибків із парашутом. Перша у світі жінка, яка стрибнула з планера.

## Біографія
Любов Берлін народилася 1915 року в Ростові-на-Дону. Коли Любі не було ще й року, сім'я переїхала в Москву. Після закінчення школи навчалася в фабрично-заводському училищі друкарні «Правда», працювала ручною складальницею, далі навчалася в музичному технікумі (клас рояля).
Перший стрибок із парашутом здійснила 3 серпня 1933 року, а 30 травня 1935 року стала першою у світі жінкою, яка стрибнула з планера.
Загинула 26 березня 1936 року на Люберецькому аеродромі під час чергового затяжного стрибка у парі з Тамарою Івановою (парашутистки йшли на світовий рекорд: стрибали з 5000 метрів, мали падати 80 секунд і розкритися на висоті 1000 метрів). Це був її п'ятдесятий стрибок із парашутом.
1937 року у московському видавництві «Молода гвардія» посмертно видано книгу Люби Берлін «Записки парашутистки».
Постановою президії Кам'янець-Подільської міської ради від 9 квітня 1936 року в Кам'янці-Подільському на Руських фільварках Віттовську вулицю перейменовано на вулицю Люби Берлін. А 4 липня 2017 року вулиці повернули ім'я видатного архітектора Яна де Вітте.